# Union française de la bijouterie, joaillerie, orfèvrerie, des pierres et des perles
L'Union Française de la Bijouterie, Joaillerie, Orfèvrerie, des Pierres et des Perles (UFBJOP) est une union syndicale fédérant des acteurs de la filière — fabricants et artisans joailliers, négociants en pierres et perles, joailliers détaillants, bijoutiers, orfèvres — qu'elle représente auprès des pouvoirs publics, ainsi qu'auprès des organismes professionnels.
Elle assure également la gouvernance de la Haute École de Joaillerie (anciennement Écoles BJOP ou Écoles de la rue du Louvre), en formation initiale, formation continue et en alternance.

## Services et missions

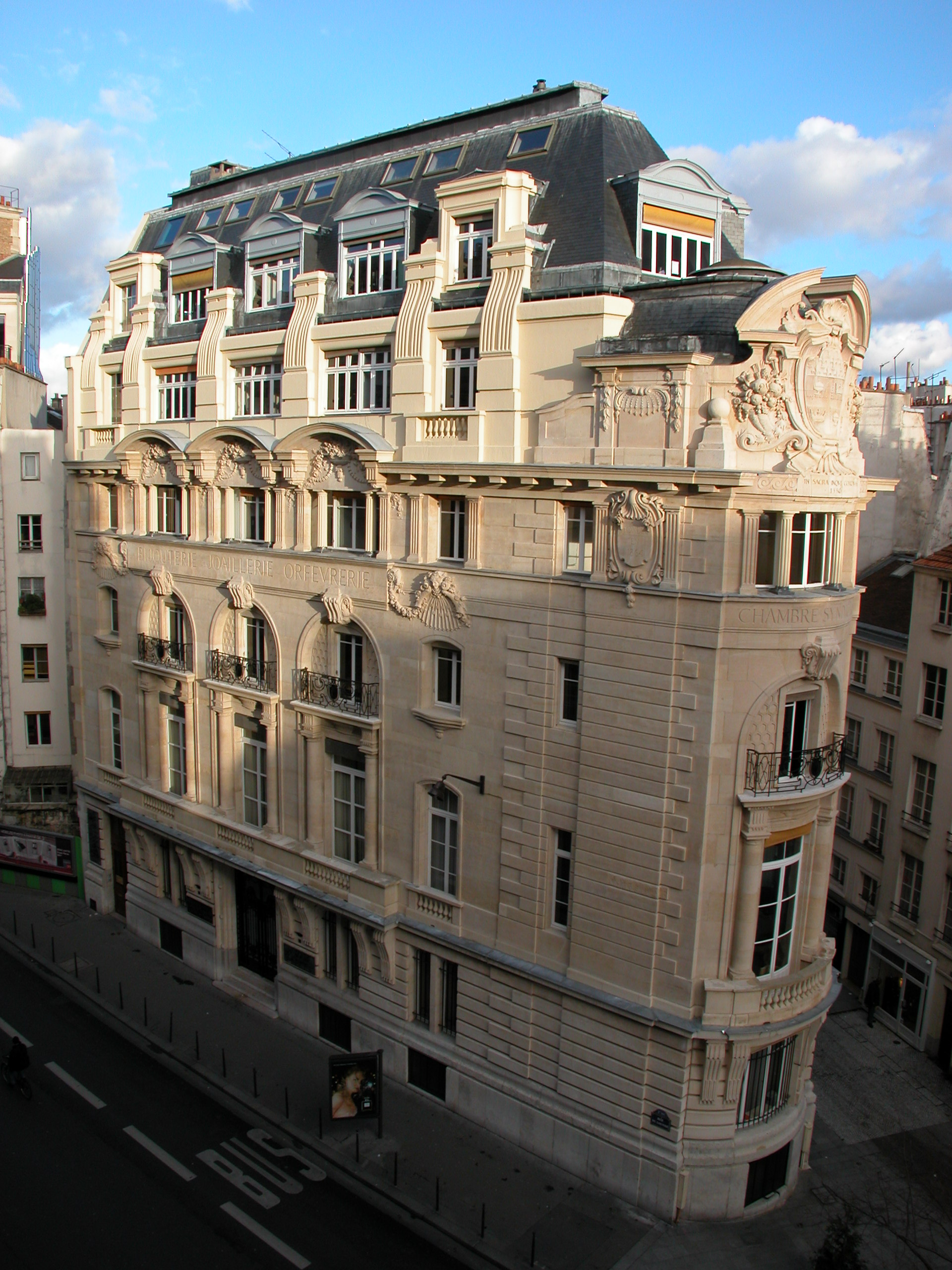
Bâtiment de l'UFBJOP - 2023

L’UFBJOP s’appuie sur un réseau de partenaires experts et d’avocats conseils, chargé de renseigner ses adhérents en matière de social et juridique. Ces informations sont de l'ordre du droit social, du droit des affaires (droit de la concurrence, droit commercial, propriété industrielle…), du droit fiscal et de fiscalité des métaux précieux, de législation douanière et bien d'autres.
Elle représente la profession auprès des pouvoirs publics ainsi qu’auprès des organismes professionnels. Avec la Commission paritaire nationale de l’emploi (CPNE), elle négocie les accords sociaux en matière de salaires, de classifications professionnelles, de règles sociales et de formation professionnelle.

## Histoire[3]
(août 2018).

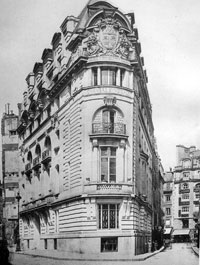

Le regroupement et l’organisation des Orfèvres (ancienne appellation utilisée pour désigner tout à la fois les bijoutiers, les joailliers et les orfèvres d’argent) ont été ressentis comme une nécessité dès le VIIIe siècle. 
Organisés en corporations à partir de 1260, selon des règles et une hiérarchie précises (maîtres, compagnons et apprentis), les Orfèvres gèrent donc eux-mêmes, par l’intermédiaire d’un collège de représentants appelés "les gardes", toutes les affaires de leur métier : apposition des poinçons, versements des droits, discipline de la profession, etc. En 1330, le roi Philippe VI de Valois accorde à la corporation des Orfèvres, comme insigne de noblesse, des armoiries pour la bannière de leur communauté avec une devise "In sacra inque coronas" (soit : « Dans le sacré et dans les couronnes ». Cette devise traduisait l’essentiel de leur activité : l’ornementation de l’église et de la cour royale.) Ces armes et cette devise sont encore celles de l’Union Française BJOP. 
Au fil des siècles suivants, décisions royales et arrêts du Parlement se succèdent pour codifier au fur et à mesure un certain nombre d’usages et d’opérations. Les corporations furent ensuite abolies en 1791 au moment de la Révolution française. Héritière de la Corporation des Orfèvres et de ses traditions, la Chambre Syndicale de la Bijouterie Joaillerie Orfèvrerie a été fondée en 1864 par un groupe de bijoutiers parisiens, menés par Frédéric Boucheron, Antoine Mellerio, Auguste Savard et Marcel Carpentier, avec pour mission de défendre les intérêts professionnels et économiques de ses membres. 
La Chambre a également joué un rôle social, en ouvrant une société d’encouragement, une maison de retraite et un orphelinat. Une « École Professionnelle de Dessin et Modelure » est également créée en 1867 afin de transmettre les savoir-faire professionnels, qui deviendra « L’École de la Bijouterie ». Après avoir occupé divers locaux, elle entreprend l’édification d’un hôtel corporatif rue du Louvre, grâce à une souscription de toute la profession. Si la première pierre est posée le 9 juillet 1914, la Première Guerre mondiale interrompt la construction et ce n’est qu’en 1920 que la Chambre Syndicale peut s’installer dans ses nouveaux locaux. 
Au XIVe siècle, l’Union française de la bijouterie, joaillerie, orfèvrerie, des pierres et des perles occupe toujours son édifice de la rue du Louvre qu’elle partage avec l’École privée de la bijouterie joaillerie, le CFA de la bijouterie joaillerie et le centre de formation professionnelle.

## Gouvernance[4]
Le Conseil d'Administration est composé de 30 membres représentant les différents groupements professionnels. 
Il définit la stratégie de l’UFBJOP.
Le Président constitue l’autorité morale de la Profession.
Le Président Exécutif représente l’organisation professionnelle auprès des entreprises et des tiers et met en œuvre les décisions du Conseil d’Administration.
Le nombre de sièges au Conseil d'Administration est réparti comme suit :
- d'un Président qui constitue l'autorité morale de la profession ;
- du Président-Délégué qui est le responsable de l’exécutif ;
- 14 sièges pour le groupement des Fabricants Bijoutiers Joailliers ;
- 5 sièges pour le groupement des Joailliers Détaillants ;
- 7 sièges pour le groupement des Pierres & Perles;
- 2 sièges pour le groupement des Orfèvres ;
- 1 siège pour le groupement des Fondeurs Affineurs et Négociants en Métaux Précieux
- 1 siège pour le groupement des Créateurs et Designers.

## Sources
(avril 2013).
- L’Union Française BJOP, le Conseil Régional d’Île-de-France et Catherine DUMAS, Sénatrice de Paris, ont félicité les Meilleurs Apprentis de France en Bijouterie-Joaillerie - Direct-Dumas.fr, Le blog de Catherine DUMAS, Sénatrice et Conseillère de Paris, 22 mai 2009
- La joaillerie veut se donner une nouvelle "Impulsion" - L'Usine Nouvelle, 12 mai 2010
- Bijouterie-joaillerie : donneurs d'ordres et fabricants signent une charte - Daily-bourse.fr, 23/09/2011
- Bijouterie, Joaillerie, Orfèvrerie, Pierres et perles - CFTC Fédération de la Métallurgie
- Plan d'actions "Impulsion 2010-2011" pour la filière française de la bijouterie, joaillerie, des pierres et des perles - Agence Pour la Création d'Entreprises APCE, 11/05/2012
- Respected French trade association joins the Responsible Jewellery Council - RJC Responsible Jewellery Council News release, 24/06/2009
- Conférence Luxe par les Echos - Passion Luxe, 26/05/2008